# Операція «Бірюза»
Операція «Бірюза» — військова операція, організована Францією та дозволена резолюцією 9291 від 22 червня 1994 року Ради Безпеки ООН під час геноциду тутсі в Руанді. Її місія полягає в тому, щоб "покласти край різанинам, де це можливо, ймовірно, застосовуючи силу."
Операція Бірюза є важливим французьким військовим втручанням з розгортанням понад 2500 чоловік. Захищаючись деякими як гуманітарне втручання, вона сильно критикувалася і у 2019 році все ще є предметом, через 25 років після фактів, суперечок, що стосуються ролі Франції у підтримці тимчасового уряду Руанди.

## Ціль і порядок місії
Мета цієї операції вказана в порядку самої операції наступними інструкціями командування, що стосуються правил поведінки в театрі операції (параграф Quinto/Alpha) 2:
"Прийняти ставлення суворого нейтралітету по відношенню до різних фракцій у конфлікті. Наполягати на ідеї, що французька армія прийшла припинити різанину, але не боротися з РПФ чи підтримувати FAR, щоб здійснені дії не трактувались як допомогу урядовим військам. Демонструвати визначеність Франції, в цій дії, прагнучи сприяти початку реального діалогу між воюючими сторонами. Відначити, якщо це необхідно, застосовуванням сили, французьке прагнення буде покласти край різанинам та захистити населення."
Вона очолюється французьким генералом Жаном-Клодом Лафуркадом. Резолюція № 929 Вказує, що Рада Безпеки:
"... дає свою згоду на те, що багатонаціональна операція може бути створена в Руанді для гуманітарних цілей, поки MINUAR не матиме необхідного штату. Вона повинно бути ... тимчасовою операцією, розміщеною під національним командуванням та контролем, спрямована на те, щоб  неупереджено сприяти, безпеці та захисту переміщених осіб, біженців та цивільних людей, які в небезпеці в Руанді."
Операція ООН як MINUAR, статут операції Бірюза дає їй більше військових засобів, оскільки він посилається на главу VII3 статуту ООН (дії у разі загрози миру, розриву миру та акту агресії), на відміну від MINUAR, який підпадає під главу VI4 (мирне врегулювання суперечок).

## Виникнення
Організація Об'єднаних Націй вже мала миротворчі сили в Кігалі, місія Організації Об'єднаних Націй для допомоги в Руанді (MINUAR), відповідальна наглядати за тим, щоб угоди Аруші реалізовувалися. Після початку геноциду (7 квітня 1994 р.) та смерті декількох викрадених бельгійських солдатів Бельгія виводить свій внесок у MINUAR під командуванням канадця Ромео Даллера. Даллеру забороняється залучати силу до захисту мирних жителів.
Відразу після початку геноциду Руандський патріотичний фронт (РПФ) розпочав новий наступ, спрямований на повалення геноцидного уряду та поступове набуття позицій. Наприкінці червня RPF контролював значну частину країни і збирався здобути повну перемогу. Підрозділи РПФ здійснили каральні атаки в районах, які вони контролювали, але вони не були тієї ж величини та тієї ж організації, що і геноцид.
З першого тижня геноциду Нігерія намагалася отримати зміцнення MINUAR. Пізніше це саме було, з Чехією, Іспанією, Аргентиною та Новою Зеландією. Але ООН не могла погодитися, щоб цей MINUAR 2 швидко почався. У травні 1994 року Франція, хоча проголосувала за зменшення штату MINUAR 21 квітня 1994 року, стає дуже активною в ООН у дискусіях про зміцнення MINUAR, але відмовляться зміцнити свої власні сили. Зіткнувшись з тим, що вона описує як інерцію міжнародної спільноти, Франція вирішує втрутитися і представляє пропозицію резолюції 20 ·  червня, але важко отримує ухвалення Ради Безпеки ООН, щоб провести операцію Бірюза, з 22 червня по 21 серпня 1994 року, запланована дата зміцнення Minuar, що так вимагалося його командиром з початку геноциду. Деякі африканські країни погодилися приєднатися до Франції в цій операції.
Складність отримання цієї місії було пов'язане з сприйняттям, яке багато країн мали про політику Франції в Руанді та її реальні чи передбачувані наміри, враховуючи її присутність у Руанді протягом декількох років, її опозицію до РПФ і тому, що це була єдине країна, яка визнала Руандський тимчасовий уряд, винний за геноцид. Ця дискусія також існувала у французькій державі. Зіткнувшись з прихильниками ·  військового втручання, щоб протистояти РПФ, Едуард Балладур, тодішній прем'єр-міністр Франції, заявив у письмовій формі президентові Франції Франсуа Міттеррану 21 квітня, що одна з умов успіху операції, вимагає "обмежити операції з гуманітарними діями, не брати участь в тому, що буде вважатися колоніальною експедицією в самому серці території Руанди". Крім того, французька присутність була обмежена двома місяцями. Перед парламентською місією інформації про Руанду, містер Балладур уточнить, що "деякі уповноважені передбачали військове втручання, зокрема в Кігалі. Однак угода була дуже швидко ухвалена між президентом Республіки та ним, щоб відкинути цю гіпотезу, яка могла б втягнути Францію в конфлікт і звинуватити її країнами регіону."
Ця амбівалентність також, здається, поділялася солдатами та їхніми офіцерами на місці. Під час своєї зустрічі в Гомі наприкінці червня з генералом Лафуркадом для розмежування відповідних районів, зайнятих РПФ та операцією Бірюза командир MINUAR, генерал Даллер, зазначає, що якщо генерал Лафуркад не прагне протистояти безпосередньо з РПФ, це не те саме з його оточенням, який від імені вірності Франції зі своїми колишніми друзями вважає, що операція має на меті допомогти FAR протистояти РПФ. Протистояння з реаліями геноциду було шоком для багатьох членів операції.

## Розгортання операції

### Початок, 22 червня 1994
Ця операція проводилася з Заїрі. Порядок місії Бірюза 22 червня 1994 року передбачає, що французька армія повинна вступити в Руанду з Гізенії, на північному заході Руанди та Кіангугу на південному заході Руанди. Аеропорт Гома в Заїрі служить логістичною базою для операції, поки повітряна група розташовується в Кісангані.
Підтверджена мета полягає у захисті в "безпечній гуманітарній зоні", "населення під загрозою" як геноциду, так і військового конфлікту між РПФ та тимчасовим урядом Руанди. Жодна ієрархія не встановлена між тими, кому загрожує геноцид, та тими, кому загрожує побічні ефекти збройного конфлікту. Вони були асимільовані до двох партій військового конфлікту. Тому геноцид сприймався як колатеральне явище війни. Було наказано залишатися нейтральним між цими сторонами. Зокрема, не було питання про арешт відповідальних за геноцид. Мета місії полягала в тому, щоб покласти край різанинам, заохочуючи Збройні сили Руанди відновити їх владу, коли вони брали участь безпосередньо в геноциді. Нейтралітет втручання зокрема критикував Жан-Херве Брадол, керівник програми «Лікарі без кордонів», просто гуманітарна операція йому здавалася в основному недостатньою для зупинки геноциду.

## Склад силБірюза
Сили мали 2550 солдатів французької армії та 500 інших із семи африканських країн (Сенегал, Гвінея-Біссау, Чад, Мавританія, Єгипет, Нігер та Конго). Вона користувалася супутниковим покриттям Союзу Західної Європи, що дозволило йому знайти табори для біженців та рухомі колони. Флот Антонова дилера зброї Віктора Бута з цього приводу використовувався французькою армією для передачі обладнання та військ через  транспортні транзити та компанію SPAIROPS (Spécial Air Opération Inlt) на чолі з Мішелем Віктором-Томасом].
Французькі підрозділи:
- Частини 13-ї напівбригади іноземного легіону, 2-гий іноземний піхотний полк, 2-гий іноземний парашутний полк та 6-ий іноземний інженерний полк.
- Половина штату морського піхотного полку.
- Частини 2-ї батареї 35-го парашутного артилерійського полку.
- 1-а рота 3-го морського піхотного полку відведена з Габону.
- Третя батарея 11-го військово-морського артилерійського полку відділена від RCA.
- Взвод ескадрону циркуляції та транспорту 9-ї RCS (яка з тих пір стала 9-ю легкою бронетанковою бригадою морської піхоти) Нанта.
- Спеціальні сили: 150 чоловіків із командування спеціальних операцій (1-а RPIMA, Commando Trepel та CPA 10), які паралельно працювали з членами GING та EPIGN, з командами CRAP 11-ї дивізії паршутистів та з частинами 13-го RDP.
- Дві частини Служби охорони здоров'я армій: озброєні переважно 1-им медичним полком. Військова медична частина швидкого втручання (EMMIR), що базувалася в Циангугу (Руанда) Взвод санітарної евакуації у VAB 1 -го RMed та Bioforce в Гомі (Заїр).
- Частини 11-ї парашутистської дивізії: CRAP 35-го RAP, підтримка та зв'язківці 14-го RPCS.
- 1-а рота 2-ї RPIMA, що базується в Реуньйон.
- Легкий авіаційний загін армії.
- Взвод 2-ї роти 1-го піхотного полку (RCAM /Airomobile).
- Частини ВВС, включаючи два з транспортні ескадрони 1/62 Vercors, розташованої в Гому, а потім у Букаву з 14 липня та ротація Transall та Hercules. Два C-130 Hercules транспортного ескадрону 2/61 Франш-Комте  беруть участь в операції[16], а також Transall "GOST" та кілька Transall бази 123 Орлеана.

## Перші втручання

### Тутсі табору Ніярішіші
Табір для біженців Ніярішіші, поблизу Чіянгугу, включає від 8 до 10 000 тих, хто вижив, в основному тутсі. Табір організовується CICR і регулярно загрожується тими, хто чинить геноцид. Бірюзова операція швидко забезпечила захист цього табору, розташованого в південній зоні ZHS, зокрема ротою 2-го іноземного піхотного полку.

### Порятунок різного населення
Французькі сили врятували життя близько 15 000 людей, забезпечуючи захист таборів біженців (наприклад, Ніярушіші) та організовуючи операції ексфільтрації постраждалих від різанин.

### Різанина тутсі в Бісеро
Бісеро — це ланцюжок пагорбів у західній Руанді, на південь від Кібуе, де 65 000 тутсі поховані в меморіалі. Вони загинули під час геноциду.
Бісеро був частиною північної території операції Бірюза. На початку операції Бірюза окремий загін COS отримав неправдиву інформацію від влади Руанди, згідно з якою інфільтровані РПФ зосереджені в Бісеро. Насправді це врятовані, ослаблені трьома місяцями протидії геноциду. Оповіщений журналістами, загін COS, виявляє 27 червня 1994 р. кілька десятків біженців і відзначає реальність різанин цивільних  урядовими силами Руанди (FAR, жандармерії та міліції). Через три дні 30 червня 1994 року інший загін виявляє тих, хто вижив та їм допомагає. Але половина з них була вирізана тим часом, близько тисячі з двох тисяч, що залишилися. Ці події спричинять жваву суперечку в 1998 році: чому армія чекала три дні, щоб допомогти тим, хто вижив? Чи була інформація з першого загону добре передано до його ієрархії? Чи зробила ієрархія висновки? Чи випадково другий загін виявив тих, хто вижив? Чи отримав він наказ про їх врятування? Чи діяв він за власною ініціативою? Ця суперечка буде відновлена в 2005 році скаргами Руанди перед армійським судом у Парижі.

### Сутичка РПФ з армією
Згідно з мандатом, виданим ООН, будь-який ворожого військово контакту між солдатами операції Бірюза та РПФ потрібно уникати. Однак кілька військових зіткнень відбулися з солдатами РПФ Поля Кагаме між 3 та 20 липня 1994 року.
Десяток солдатів операції Бірюза, взяті в полон РПФ після засідки в регіоні Бутаре, були звільнені після переговорів. Під час чергового інциденту між Кібуе та Гіконкоро два французькі солдати пережили постріли РПФ завдяки їх куленепробивним жилетам.

### Створення "Безпечної гуманітарної зони"
Безпечна гуманітарна зона була створена на південному-заході Руанди, щоб уникнути зіткнень Озброєними силами Руанди (FAR) геноцидного уряду і РПФ, який здобував територію. 

### Відступ геноцидних сил в Заїр

#### Втеча тимчасового уряду
Лише 7 липня, за порадою французького посла в Руанді та генерала Лафуркада, командуючого силами операції Бірюза, Франція почала вважати тимчасовий уряд Руанди, відповідальний за геноцид, як дискредитований. Зокрема, Франція відмовилася від розширення "безпечної гуманітарної зони", необхідної цьому уряду, щоб захистити себе від РПФ. 14 липня до генерала Лафуркада було відправлено телеграму з проханням відмовитись від доступу до "безпечної гуманітарної зони" членам тимчасового уряду. Але якщо Франція не проводила операцію з ексфільтрацією, вона також не заарештувала членів тимчасового уряду, що знаходилися у "безпечній гуманітарній зоні", стверджуючи, що такі заходи можуть вжити лише за рішенням ООН.
Також "безпечна гуманітарна зона" змогла служити притулком для кількох чиновників тимчасового уряду Руанди, який потім змогли переїхати до Заїру. Зокрема, 17 липня 1994 року цивільний конвой, який супроводжували озброєні члени президентської охорони Руанди, зупинився у віллі в Циангугу, на березі озера Ківу, на півдні "безпечної гуманітарної зони", контрольованої французами. Командир роти, підполковник Жак Хогард, забезпечує ідентичність присутніх особистостей із групою 2-го іноземного полку парашутистів та ідентифікує двох політичних лідерів Руандського тимчасового уряду: виконуючого обов'язки президента Республіки, Теодора Сіндікубвабо та міністра закордонних справ, Єрома Бікамумпакаку. Зустріч напружена. Жак Хогард оголошує своїм співрозмовникам, що не йдеться про те, що тимчасовий уряд влаштовується в Циангугу. Без інформації чи інструкцій щодо долі, яка буде зарезервована для цих особистостей, він повідомляє своєму командиру, генералу Лафуркаду, який сам повідомляє у Париж. Але втікачі залишають безпечну гуманітарну зону протягом 24 годин, перш ніж інструкції щодо них надходять ·  · .

#### Символічне роззброєння і не арешт тих хто вчинив геноцид
Французький парламентський звіт покаже багато елементів, які свідчать про те, що роззброєння геноцидерів було недостатнім, і що не відбулося жодного арешту геноцидерів. Під час слухання Алена Юппе, міністр закордонних справ Франції в 1994 році, стверджує, що "враховуючи штат, задіяний в операції Бірюза не було можливим арештувати ймовірних воєнних злочинців, тим більше що Рада Безпеки ніколи не видавала такий мандат”.
За даними Комітету з питань розслідування, французька влада надала паспорти кільком членам тимчасового уряду Руанди, сьогодні всі засуджені або чекають рішення у Міжнародному кримінальному трибуналі для Руанди.
У жовтні 1994 р. щомісячний журнал легіону, Біла Кепі, напише, що тактичний генеральний штаб спричинив та організував евакуацію уряду Руанди до Заїра.

#### Холера в таборах біженців в Заїрі
Солдати операції Бірюза зіткнулися з серйозною епідемією холери, яка проявила себе в таборах біженців хуту в Гома, Заїрі. Майже 100 000 медичних консультацій та 25 000 щеплень було зроблено.
Французьке відділення  Медицини без кордонів  покинуло табори для біженців у Заїрі в листопаді 1994 року перед констатацією факту заволодіння геноцидерами табором. Бельгійські та голландські секції послідують наприкінці 2015 року. За даними Медицини без кордонів:
[...] дуже швидко, контрольована епідемія, добровольці стикаються з жорстоким захопленням лідерів населення таборів, деякі з яких перетворюються на тилову базу для відновлення Руанди через масове розкрадання допомоги, насильство, примусові набори, пропаганду та погрози проти кандидатів для репатріації.

## Протиріччя підняті операцією

### Двозначність операції і роль Франції в геноциді в Руанді
Французький політичний клас був майже одноголосно на користь цієї операції. Валері Гіскард д'Естінг був одним з небагатьох французьких політиків, які відкрито критикували саме існування цієї операції, 7 липня 1994 року слова, повідомлені газетою Le Monde: "... Що ми будемо робити? - запитав колишній президент Французької Республіки. Є тутсі, які просуваються. Ми будемо проти їх просування, за яким правом? - вигукнув він. В даний час у нас є тутсі, які просуваються, тобто жертви, і ми маємо позаду нас тих, хто зробив різанину ... ".
Якщо офіційна мета операції - гуманітарна, її неоднозначність все-таки з'являється у звіті, що датується 16 червня 1994 року: "Зіткнувшись з обсягом гуманітарної катастрофи та критикою, об'єктами якої є ООН та наша власна політика, мета - створити міжнародну дію, якої Франція взяла б на себе основне напрямок, і мета якої була б потрійною: припинення різанини, захист біженців та переривання продовження конфлікту. З французької точки зору, ми повинні уникати, щоб нам дорікали вчорашньою дією, а також бездіяльністю сьогодення ». Що стосується виразу "переривання продовження конфлікту" та з урахуванням минулої ролі Франції поряд з урядом Руанди, це могло бути зрозуміло деякими французькими солдатами на місці як бажання запобігти РПФ прийняти Кігалі. Таким чином, після того, як висунули тверді зауваження до РПФ, що перевищує мандат нейтралітету операції Бірюза, полковник Таузін буде передчасно репатрійований у Париж. Жан-Франсуа Дюпак'є, журналіст та експерт з TPIR у процесі медіа, звинувачує операцію Бірюза "військово-гуманітарної" дезінформації. Щоб захищати військову точку зору в Руанді, Дідьє Таузін напише книгу: Руанда, я прошу справедливостьі для Франції та його солдатів.
Кілька колишніх французьких солдатів свідчили про неоднозначність операції Бірюза, яка не була лише гуманітарною місією, зокрема, підполковник Гійома Анкель ·  та головним прапорщикам Тьєррі Пруннауд · . Їх свідчення ширше ставлять під сумнів роль Франції в геноциді в Руанді.

### Відносини між відповідальними  Мінуару і операціїБірюза
Під час розгортання військ операції  Бірюза на заїро-руандському кордоні Ромео Даллер, командир Мінуару, поїхав до Гоми, щоб обговорити умови операції з французькими солдатами. Вони прийняли його холодно. Французькі солдати були шоковані, що Ромео Даллер не може затримати РПФ. Французькі солдати були історично союзниками FAR і були сердиті на Ромео Даллера; вони дорікали йому поразку від FAR. Французи звинуватили Даллера у допомозі повстанцям РПФ перемогти на місцевості.

### Судова процедура у Франції
У червні 2005 року у військовому трибуналі в Парижі було подано кілька скарг. Три жінки тутсі подали скаргу на X у французькій суд через зґвалтування французькими солдатами. Друга серія скарг на "співучасть у геноциді та співучасть у злочинах проти людства" була передана в лютому 2005 року шістьма вижилими (п’ятьма чоловіками та жінкою тутсі) після масових вбивств 1994 року в Руанді. Вони звинувачують у співучасті в геноциді французьких солдатів, які брали участь у операції Бірюза. За словами скаржників, французькі солдати допомогли міліціонером "Інтерахамве", головним авторам геноциду, викривати своїх жертв і самі здійснили зловживння.
Ця скарга породжує політичну та судову суперечку, оскільки французький уряд завжди заперечував будь-яку роль у геноциді, за винятком Бернарда Кухнера, постеріорі.
29 травня 2006 р. Слідча палата Паризького апеляційного суду підтвердила цю скаргу, таким чином, вона відхилила прохання прокуратури Парижа, в якій вважають, що чотири з цих скаржників не мали якості діяти, оскільки вони не зазнали прямої шкода.
3 липня 2006 р. друге рішення Апеляційного суду Парижа відмовило прокуратурі в проханні про скасування слухань шести скаржників Руанди, зроблених на його прохання в Руанді наприкінці 2005 року суддею-слідчим Бригітом Рейно.
Після цих скарг колишні офіцери в Руанді створюють асоціацію Францію Бірюза, щоб захистити честь французької армії та французьких солдатів, які служили в Руанді. 20 листопада 2019 року Жан-Марі Шмітц, президент Допомоги Франції, вручив премію Клара Ланзі 2019 року в асоціації Франція Бірюза в особі генерала Лафуркада перед великим зібранням, що складалося з членів Допомоги Франції, членів та друзів асоціації, включаючи присутність адмірала Ланксаде та Шарльза Онана. Ця премія коронує 12 років невпинної підтримки, яку Допомога Франції принесла Франції Бірюзі в її боротьбі за захист честі солдатів, які задіяні в Руанді.
У травні 2021 року прокуратура Парижа просила загального припинення справи у розслідуванні бездіяльності французької армії під час різанин Бісеро в кінці червня 1994 рр. Потім 7 венесня 2022 року паризькі слідчі наказують це загальне припинення справи.